# Melanotaenia solata
Melanotaenia solata är en fiskart som beskrevs av Taylor, 1964. Melanotaenia solata ingår i släktet Melanotaenia och familjen Melanotaeniidae. Inga underarter finns listade i Catalogue of Life.